# Армянская епархия Кизляра
Кизлярская епархия Эчмиадзинского патриархата Армянской Апостольской церкви (арм. Հայ Առաքելական եկեղեցու Էջմիածնի պատրիարքության Կիզլյարի թեմ) — упразднённая епископская епархия Армянской Апостольской церкви бывшая в составе Эчмиадзинского патриархата с центром в городе Кизляр .
Сегодня территория упразднённой Астраханской епархии входит в ведение Епархии Юга России Армянской Апостольской церкви.

## История
В юрисдикцию Кизлярской епархии входили юго-западные губернии Российской империи. По данным на 1911 год количество верующих Армянской Апостольской церкви — 60.000, общин — 40.
Епархия имела 12 церквей.